# Opsariichthys bidens
Opsariichthys bidens är en fiskart som beskrevs av Günther, 1873. Opsariichthys bidens ingår i släktet Opsariichthys och familjen karpfiskar. IUCN kategoriserar arten globalt som livskraftig. Inga underarter finns listade i Catalogue of Life.